# Кавате Мітойо
Мітойо Кавате (яп. 川手 ミトヨ; 15 травня 1889, Хіросіма, Тюґоку, Японія — 13 листопада 2003, Хіросіма, Тюґоку, Японія) — японська супердовгожителька, вік якої було підтверджено Групою геронтологічних досліджень (GRG). 29 грудня 2002 року, після смерті Мей Гаррінґтон, стала найстарішою нині живою жінкою в світі. З 28 вересня 2003 року, після смерті Юкічі Чуґандзі, до моменту своєї смерті була найстарішою повністю верифікованою людиною в світі. Станом на травень 2019 року входила у топ-100 найстаріших повністю верифікованих людей у світі.. Померла у віці 114 років, 182 дня.

## Життєпис
Мітойо Кавате народилася 15 травня 1889 року в місті Хіросіма, Тюґоку, Японія, яке відоме тим, що постраждало від атомного бомбардування під час Другої світової війни. Вона працювала на фермі до 99 років, поки не отримала травму рук. У неї було четверо дітей. У 1945 році, через два дні після атомного бомбардування Гірошіми, вона увійшла до міста, щоб знайти своїх зниклих знайомих.
Мітойо Кавате померла 13 листопада 2003 року в лікарні у Гірошімі від пневмонії у віці 114 років і 182 днів.
Після її смерті найстарішою людиною у світі стала Рамона Тринідад Іґлесіас-Хордан з Пуерто-Рико.